# Obazda

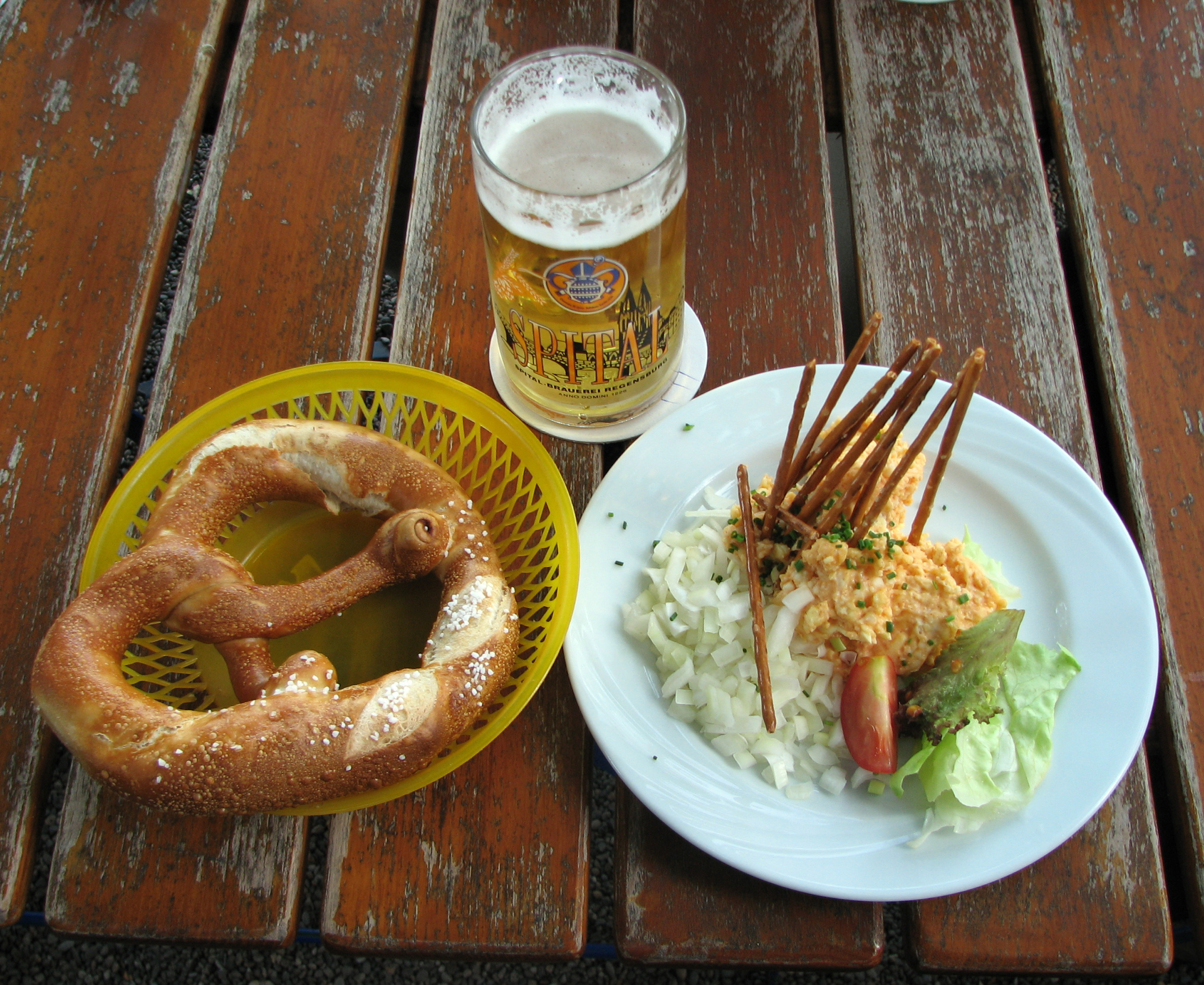
Obazda egy regensburgi sörkertben

Az obazda (variációi: obatzda, obatzter) egy fűszeres bajor sajtkészítmény, amit kenyérre kenve vagy pereccel esznek. Bajorországban a sörkertek egy klasszikus étele.

## Története
Az obazda a 19. században jelent meg Bajorországban. Eredetileg a sörkertekben megmaradt túlérett lágy sajtok felhasználásával készült, például camambertből vagy brieből. A magában már nem élvezhető sajtot vajjal és fűszerekkel (főleg paprikával, esetleg köménnyel vagy hagymával ízesítették.
Az obazda az 1920-as években vált szélesebb körben ismertté, amikor Katharina Eisenreich, egy weihenstephani (a bajorországi Freising városrésze) vendéglátó elkezdte felszolgálni vendégeinek.

## Elkészítése
Az EU Hivatalos Lapjában 2015. február 15-én jelent meg Németország kérelme, amely az Obazda oltalom alatt álló földrajzi jelzésként való bejegyzését kéri. A kérelem részletesen leírja a sajtkészítmény történetét és jellemzőit.
2015. július 16. óta az Európai Unió az „Obazda” és „Obatzter” elnevezéseket mint eredetmegjelölést oltalom alá vette. A szabályozás a következőket írja elő az alapanyagokra:
- Sajttartalom: Camembert és/vagy Brie legalább az obazda 40%-át kell, hogy kitegye. Ezen kívül tartalmazhat még romadur vagy limburger sajtot, valamint krémsajtot (Frischkäse-t). A sajtoknak összesen legalább 50%-ot kell kitennie.
- További kötelező alapanyagok: vaj, só és paprika por vagy kivonat formájában
- Opcionális alapanyagok: hagyma, kömény, egyéb fűszerek, tejszín, tej és sör

Az alapanyagokat a kívánt finomságúra darabolják, majd alaposan elkeverik, aminek eredményeként az obazda egy homogén masszát alkot. Tej és a tejszín hozzáadásával kevésbé zsírossá és így könnyebbé lehet tenni a keveréket.

## Külső hivatkozások
- A Wikimédia Commons tartalmaz Obazda témájú kategóriát.